# Марль (Дюммер)
Марль (нем. Marl) — община в Германии, в земле Нижняя Саксония.
Входит в состав района Дипхольц. Подчиняется управлению Альтес Амт Лемфёрде. Население составляет 565 человек (на 31 декабря 2010 года). Занимает площадь 9,84 км².

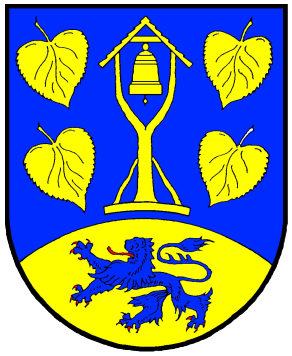
Марль (Дюммер)

| Год  | Население |
| ---- | --------- |
| 1990 | 759       |
| 1995 | 754       |
| 2000 | 684       |
| 2005 | 571       |
| 2010 | 494       |